# Robert Reed (Schauspieler)

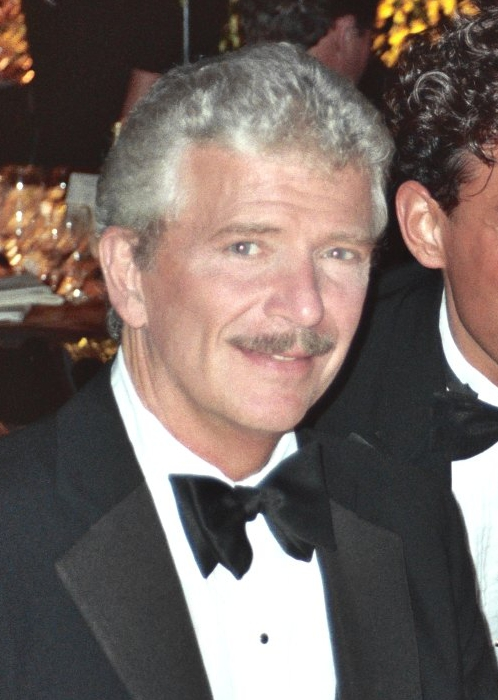
Robert Reed (1989)

Robert Reed (* 19. Oktober 1932 in Highland Park, Illinois, als John Robert Rietz Jr.; † 12. Mai 1992 in Pasadena, Kalifornien) war ein US-amerikanischer Schauspieler in Fernseh-, Film- und Theaterproduktionen.

## Leben und Karriere
John Robert Rietz Jr. wuchs in Oklahoma auf und interessierte sich schon früh für das Theater. Nach der Schule nahm er klassischen Schauspielunterricht an der Northwestern University. Dort lernte er auch seine Frau Marilyn Rosenberg kennen, mit der er bis 1959 fünf Jahre lang verheiratet war; aus der Verbindung stammt Tochter Karen. Nach dem Schauspielstudium in Amerika vertiefte der angehende Schauspieler seine Kenntnisse in London an der Royal Academy of Dramatic Arts, wo er eine Ausbildung als Shakespeare-Darsteller erhielt. Zurück in den USA konnte Rietz Jr., der sich nun Robert Reed nannte, einige Bühnenerfolge feiern, bevor er Anfang der 1960er Jahre im Fernsehen populär wurde.
Größere Bekanntheit erlangte er ab 1961 mit seiner Hauptrolle als junger Anwalt Kenneth Preston in der Gerichtsserie Preston & Preston, die vier Jahre lang lief. In der zweiten Hälfte der 1960er-Jahre trat er als Gaststar in Serien wie Auf der Flucht, Lieber Onkel Bill oder Der Chef auf. In der Krimiserie Mannix war Reed zwischen 1968 und 1975 als wiederkehrender Gaststar in der Rolle des Lt. Adam Tobias zu sehen. Seine größte Popularität erreichte Reed durch die Darstellung des Familienvaters Mike Brady in der erfolgreichen Sitcom Drei Mädchen und drei Jungen, die er von 1969 bis 1974 sowie später in mehreren Fernsehspecials spielte.
Es folgten zahlreiche Gastauftritte in beliebten Fernsehserien. Bis zu seinem Tod blieb Reed ein vielbeschäftigter Darsteller. Im Laufe seiner Karriere wurde er dreimal für den Emmy nominiert. In seinen letzten Lebensjahren arbeitete er zudem als Shakespeare-Schauspiellehrer an der University of California in Los Angeles. Robert Reed bekannte sich zeitlebens nicht zu seiner Homosexualität, aus Angst, dass seine Karriere darunter leiden könnte. Er starb 1992 im Alter von 59 Jahren an einer Krebserkrankung, wobei auch seine erst posthum bekannt gewordene HIV-Infektion zu seinem frühen Tod beitrug. Sein Grab befindet sich auf dem Memorial Park Cemetery in Skokie, Illinois.

## Filmografie (Auswahl)
Filme
- 1957: Pal Joey
- 1958: Kampfflieger (The Hunters)
- 1958: Torpedo los! (Torpedo Run)
- 1967: Morgen ist ein neuer Tag (Hurry Sundown)
- 1968: Star!
- 1972: Big Deal (Assignment: Munich, Fernsehfilm)
- 1976: Für Gesetz und Ordnung (Law and Order, Fernsehfilm)
- 1976: Nightmare – Im Lager der gequälten Frauen (Nightmare in Badham County, Fernsehfilm)
- 1976: The Boy in the Plastic Bubble (Fernsehfilm)
- 1977: Todesflug (Death Flight) (Fernsehfilm)
- 1980: Casino (Fernsehfilm)
- 1981: The Brady Girls Get Married (Fernsehfilm)
- 1981: Death of a Centerfold: The Dorothy Stratten Story (Fernsehfilm)
- 1988: A Very Brady Christmas (Fernsehfilm)
- 1991: Highway Hunter (Prime Target)

Serien
- 1959: The Californians (eine Folge)
- 1959: Vater ist der Beste (Father Knows Best, eine Folge)
- 1960: Menschen im Weltraum (Men into Space, eine Folge)
- 1960: Bronco (eine Folge)
- 1960: Lawman (eine Folge)
- 1961–1965: Preston & Preston (The Defenders, 132 Folgen)
- 1965: Stationsarzt Dr. Kildare (Dr. Kildare, fünf Folgen)
- 1966: Lieber Onkel Bill (Family Affair, eine Folge)
- 1967: Der Chef (Ironside, eine Folge)
- 1968–1974: Mannix (22 Folgen)
- 1969–1974: Drei Mädchen und drei Jungen (The Brady Bunch, 117 Folgen)
- 1972: Kobra, übernehmen Sie (Mission Impossible, eine Folge)
- 1973: Owen Marshall – Strafverteidiger (Owen Marshall: Counselor at Law, eine Folge)
- 1974: Harry O (eine Folge)
- 1975: Ein Sheriff in New York (McCloud, eine Folge)
- 1976: Die Straßen von San Francisco (The Streets of San Francisco, eine Folge)
- 1976: Wonder Woman (eine Folge)
- 1976–1977: Reich und Arm (Rich Man, Poor Man, fünf Folgen)
- 1976–1977: The Brady Bunch Variety Hour (neun Folgen)
- 1977: Roots (vier Folgen)
- 1977: Barnaby Jones (eine Folge)
- 1977–1987: Love Boat (The Love Boat, sechs Folgen)
- 1978/1979: Vegas (Vega$, zwei Folgen)
- 1978/1983 Fantasy Island (zwei Folgen)
- 1979: Hawaii Fünf-Null (Hawaii Five-O, zwei Folgen)
- 1980: Kampfstern Galactica (Battlestar Galactica, drei Folgen)
- 1980: Drei Engel für Charlie (Charlie’s Angels, zwei Folgen)
- 1981–1982: Nurse (25 Folgen)
- 1982: Junge Schicksale (ABC Afterschool Specials, eine Folge)
- 1983–1986: Hotel (drei Folgen)
- 1984: Matt Houston (eine Folge)
- 1984: Mode, Models und Intrigen (Cover Up, eine Folge)
- 1985–1990: Mord ist ihr Hobby (Murder, She Wrote, drei Folgen)
- 1986: Die Fälle des Harry Fox (Crazy Like a Fox, eine Folge)
- 1987: Hunter (drei Folgen)
- 1987/1992: Jake und McCabe – Durch dick und dünn (Jake and the Fatman, zwei Folgen)
- 1988: Privatdetektiv Harry McGraw (The Law & Harry McGraw, eine Folge)
- 1990: The Bradys (fünf Folgen)